# Thomomys mazama
Espèce
Statut de conservation UICN

 LC  : Préoccupation mineure
Thomomys mazama est une espèce de rongeurs de la famille des Geomyidae. Ce gaufre à larges abajoues se rencontre en Amérique du Nord.
Cette espèce a été décrite pour la première fois en 1897 par un zoologiste américain, Clinton Hart Merriam (1855-1942).

## Liste des sous-espèces
Selon Mammal Species of the World (version 3, 2005)  (13 nov. 2012) :
- sous-espèce Thomomys mazama couchi
- sous-espèce Thomomys mazama glacialis
- sous-espèce Thomomys mazama helleri
- sous-espèce Thomomys mazama hesperus
- sous-espèce Thomomys mazama louiei
- sous-espèce Thomomys mazama mazama
- sous-espèce Thomomys mazama melanops
- sous-espèce Thomomys mazama nasicus
- sous-espèce Thomomys mazama niger
- sous-espèce Thomomys mazama oregonus
- sous-espèce Thomomys mazama premaxillaris
- sous-espèce Thomomys mazama pugetensis
- sous-espèce Thomomys mazama tacomensis
- sous-espèce Thomomys mazama tumuli
- sous-espèce Thomomys mazama yelmensis

Selon NCBI (13 nov. 2012) :
- sous-espèce Thomomys mazama couchi
- sous-espèce Thomomys mazama mazama
- sous-espèce Thomomys mazama melanops
- sous-espèce Thomomys mazama nasicus
- sous-espèce Thomomys mazama niger
- sous-espèce Thomomys mazama pugetensis